# Медведицкое городское поселение
Медведицкое городско́е поселе́ние — муниципальное образование в составе Жирновского района Волгоградской области России.
Административный центр — посёлок городского типа Медведицкий.

## История
Медведицкое городское поселение образовано 21 февраля 2005 года в соответствии с Законом Волгоградской области № 1009-ОД.

## Население
| 2009  | 2010  | 2012  | 2013  | 2014  | 2015  | 2016  |
| ----- | ----- | ----- | ----- | ----- | ----- | ----- |
| 1276  | ↗1470 | ↘1411 | ↘1358 | ↘1313 | ↘1270 | ↘1258 |
| 2017  | 2018  | 2019  | 2020  | 2021  |       |       |
| ↗1269 | ↘1231 | ↘1216 | ↘1192 | ↘1145 |       |       |

## Состав городского поселения
| № | Населённый пункт | Тип населённого пункта      | Население |
| - | ---------------- | --------------------------- | --------- |
| 1 | Медведицкий      | пгт, административный центр | ↘1023     |
| 2 | Мельзавод        | посёлок                     | ↘122      |